# Adolf Wisselinck
Adolf Wisselinck (* 1. November 1832 in Krockow, Kreis Neustadt in Westpreußen; † 8. Dezember 1888) war ein deutscher Richter und Politiker.

## Leben
Adolf Wisselinck studierte Rechts- und Staatswissenschaften an der Albertus-Universität Königsberg. 1851 wurde er Mitglied des Corps Littuania. Er schlug nach dem Studium zunächst die Richterlaufbahn ein und wurde 1864 Kreisrichter in Marienburg. 1877 wurde er Bürgermeister und später Oberbürgermeister von Thorn, wo er mit 56 Jahren im Amt starb.
Von 1873 bis 1879 saß Wisselinck als Abgeordneter des Wahlkreises Danzig 1 (Elbing, Marienburg) im Preußischen Abgeordnetenhaus. Er gehörte der Fraktion der Nationalliberalen Partei an. Er förderte das Genossenschaftswesen und verfasste sozialpolitische und volkswirtschaftliche Schriften.